# 胡岗
胡岗，中华人民共和国政治人物、外交官。

胡岗

1985年，接替陈抗担任中华人民共和国驻马来西亚大使。1988年，由周刚接任。